# Martha Madison
Martha Madison, nata Martha Anne Butterworth (Newport News, 27 luglio 1977), è un'attrice statunitense.
È nota soprattutto per il suo ruolo di Belle Black in Il tempo della nostra vita.

## Biografia
Martha Madison è nata il 27 luglio 1977 a Newport News in Virginia.

### Carriera
Madison appare per la prima volta nel 2001 nel film Kate & Leopold. Nel 2003 si trasferisce a Los Angeles e nel 2004 ottiene il ruolo di Lola nella soap opera Passions. Ma la svolta nella sua carriera arriva nello stesso anno quando entra nel cast della soap opera Il tempo della nostra vita nel ruolo di Belle Black restando nella soap fino al 2008. Nel 2007 appare nel talk show The Tyra Banks Show. Nel 2008 fa la sua apparizione nella serie tv Senza traccia mentre nel 2009 in un episodio di Criminal Minds. Nel 2010 è nel cast della serie web The Bay nel ruolo di Marly Nelson-Foster restando fino al 2014. Nel 2011 è temporaneamente Elizabeth Webber nella soap opera General Hospital sostituendo per un breve periodo l'attrice Rebecca Herbst. Nel 2015 è protagonista della serie web  Winterthorne nel ruolo di Miranda Winterthorne. Nello stesso anno ritorna nella soap opera Il tempo della nostra vita nel ruolo di sempre Belle Black restando nella soap opera fino al 2023 e nuovamente dal 2024.

### Vita privata
Madison si fidanza il 29 luglio 2006 con il ristoratore AJ Gilbert. Madison e Gilbert si sposano il 25 agosto 2007. Insieme hanno una figlia Charley Elizabeth Gilbert nata il 3 novembre 2013.

## Filmografia

### Cinema
- Kate & Leopold (2001)

### Televisione
- Law & Order: Criminal Intent - serie TV, 1 episodio (2003)
- Passions - soap opera (2004)
- Il tempo della nostra vita - soap opera (2004-2008, 2015-2023, 2024-in corso)
- Senza traccia - serie TV, 1 episodio (2008)
- Criminal Minds - serie TV, 1 episodio (2009)
- General Hospital - soap opera (2011)
- The Bay - serie TV (2010-2014)
- Winterthorne - serie TV, 4 episodi (2015)
- One Mississippi - serie TV, 2 episodi (2016)

## Doppiatori italiani
Nelle versioni in italiano delle opere in cui ha recitato, Martha Madison è stata doppiata da:
- Giò Giò Rapattoni in Criminal Minds
- Emanuela Damasio in One Mississippi